# Аднан Бадран
Аднан Бадран (араб. عدنان بدران; нар. 15 грудня 1935) — йорданський політик, голова уряду Йорданії від квітня до листопада 2005 року.

## Життєпис
Освіту здобував у США, вивчав природничі науки. У 1976-1986 був професором кількох йорданських університетів. 1988 року очолив міністерство сільського господарства, а 1989 — міністерство освіти. Від 1994 до 1998 року був заступником генерального директора ЮНЕСКО.
Його брат, Мудар Бадран, тричі очолював уряд країни.